# Ldland
Ldland (ou Ldilang) est un village du Cameroun situé dans le département de la Mayo-Tsanaga et la Région de l'Extrême-Nord. Il fait partie de la commune de Mokolo et du canton de Matakam. 

## Démographie
En 1966-1967, la localité comptait 126 habitants, des Mafa .
Lors du recensement de 2005 (3e RGPH), on y a dénombré 482 personnes.